# پرواز شماره ۷۴۳ ایران‌ایر
پرواز شماره ۷۴۳ ایران‌ایر پروازی در تاریخ ۲۶ مهر ۱۳۹۰ از مبدا مسکو به مقصد تهران بود که در آن به‌دلیل نقص در چرخ جلو، هواپیما در فرودگاه مهرآباد بدون بازشدن چرخ جلو فرود آمد. ویدیوی این فرود به‌سرعت همه‌گیر شد و از خلبان پرواز، کاپیتان هوشگ شهبازی، تجلیل شد.

## شرح حادثه
پرواز شماره ۷۴۳ ایران‌ایر در ساعت ۱۱ و ۵۰ دقیقه روز سه شنبه ۲۶ مهرماه ۱۳۹۰، هواپیمای بوئینگ ۷۲۷ طی پرواز شماره ۷۴۳ مسکو - تهران در خط هواپیمایی ایران ایر با هدایت کاپیتان هوشنگ شهبازی، فرودگاه مسکو را به مقصد تهران ترک کرد. در فاصله ۱۵ مایلی فرودگاه بین‌المللی امام خمینی، کادر پرواز متوجه اشکال در بازشدن چرخ دماغه هواپیما می‌شود ولی تلاش آن‌ها برای حل این مشکل بی نتیجه می‌ماند. سپس به درخواست خلبان، به سبب خطر زیادی که در فرود هواپیما متصور بود و نیز به جهت پیش‌بینی در تسهیل امدادرسانی به مسافران، هواپیما به سمت فرودگاه مهرآباد تغییر مسیر می‌دهد و علی‌رغم کمبود امکانات مورد نیاز خلبان، با همکاری کادر پرواز و به واسطهٔ مهارت خلبان، بوئینگ ۷۲۷ چهل ساله، با ۹۷ مسافر و ۱۹ خدمه پرواز و بدون چرخ دماغه، بر روی باند ۲۹ چپ فرودگاه مهرآباد به سلامت به زمین می‌نشیند و مسافران بدون هیچ‌گونه آسیبی از هواپیما خارج می‌شوند. خسارت وارده بر بوئینگ ۷۲۷ بسیار کم و در حد خراشیدگی زیر دماغه گزارش شده‌است.

## کمپین جهانی در محکومیت تحریم صنعت هواپیمایی ایران
کاپیتان شهبازی بعد از سانحهٔ فرود هواپیمای مسافربری بوئینگ ۷۲۷ بدون چرخ دماغه، تصمیم گرفت یک بیانیه و کمپین جهانی به نشانهٔ اعتراض و برای اعلام مخالفت در برابر تحریم‌های صنعت هواپیمایی ایران راه‌اندازی کند. وی در این راستا یک کمپین در سایت شخصی خود فعال کرد که با استقبال بیش از ۱۱۰ هزار امضاء از طرف مردم مواجه شد.